# TANE
TANE Konsumidor – Associação de Defesa dos Consumidores de Timor-Leste (kurz: TANE) ist ein privater, gemeinnütziger Verbraucherschutzverein in Osttimor. Die Organisation ist unabhängig und parteilos. Sie wurde am 23. Februar 2018 gegründet und offiziell registriert. Das Wort „Tane“ stammt aus der Landessprache Tetum und bedeutet „Hände mit der Handfläche nach oben halten“, „an der offenen Hand halten“ oder „unterstützen“.
Vereinsziel ist der Schutz der Rechte und Interessen der Verbraucher in Osttimor. Der Verein unterstützt bei Problemen und der Inanspruchnahme von Rechten. Neben Mitgliedsbeiträgen, Gebühren und den Einnahmen aus Publikationen finanziert sich TANE aus Zuschüssen der Europäischen Union. Dies ist Teil des Projekts „Ermächtigung und Befähigung der Verbraucher in Osttimor 2019–2022“ (Empoderar e Capacitar os Consumidores em Timor Leste 2019– 2022). TANE ist Mitglied der CONSUMARE, der Internationalen Organisation der portugiesischsprachigen Verbraucherverbände. Man befasst sich mit sämtlichen Konsumgütern, von Lebensmitteln bis zu Haushaltsgeräten, von Telekommunikation bis zu Fahrzeugen, von Spielzeug bis zu Kleidung.
In Dilis Aldeia Gideon betreibt TANE in der Travessa Vila Verde ein Verbraucherschutzzentrum (Centro de Apoio ao Consumidor CAC).
Präsident von TANE ist António Ramos da Silva. Weitere Mitglieder des Direktoriums sind Ivo Pinto, Gil Nelson, Isabel Ribeiro, Juvenal Silva und Martinha Xavier. Vereinsvorsitzender ist Robin Araújo und Schatzmeister Lino Belmiro Freitas.